# Ubimedia
Le terme ubimedia a été inventé par Adam Greenfield (en). Il caractérise l’informatique omniprésente ou informatique ubiquitaire.
Ce terme décrit une informatique qui envahit notre quotidien justifiée par une simplification des tâches effectuées par les individus.
Cette informatique est censée nous faire gagner du temps, soulager notre cerveau en externalisant la mémorisation de certaines informations logistiques (numéros de téléphone, itinéraires, dates de rendez-vous, etc.), autrement dit, nous simplifier la vie.